# Lepidodermella triloba
Lepidodermella triloba is een buikharige uit de familie Chaetonotidae. Het dier komt uit het geslacht Lepidodermella. Lepidodermella triloba werd in 1950 voor het eerst wetenschappelijk beschreven door Brunson. 